# 북해도 (드라마)
《북해도》는 2001년 5월 11일에 MBC에서 방영한 베스트극장이다.

## 등장 인물

### 주요 인물
- 이아현 : 한지수 역
- 오대규 : 우진 역 - 치과의사
- 강부자 : 강수임 역 - 지수의 시어머니

### 그 외 인물
- 김동주
- 양희경
- 이정훈 : 최승우 역 - 한지수의 남편, 식물인간
- 윤희주
- 김동욱
- 박현정
- 안용근
- 한미진
- 송성희
- 문보연
- 문예은 : 혜원 역 - 지수 딸